# 杜贾尔村屠杀
杜贾尔村屠杀或称杜贾尔村案，发于1982年的伊拉克萨拉赫丁省北部的一个什叶派聚居的城镇——杜贾尔村。

## 未遂暗杀
杜贾尔村是1982年7月8日发生的针对伊拉克总统萨达姆·侯赛因的一次暗杀未遂事件的发生地。杜贾尔村是什叶派达瓦党的据点，该党反对萨达姆以及与伊朗的战争。 当时，萨达姆到杜贾尔村发表演说，称赞那些在与伊朗的战争中服役的人。当他的汽车行驶过村中心时，受到了达瓦党一人或多人的袭击。总统在3个小时的交火中没有受伤。

## 报复
萨达姆侯赛因命令他的安全部队和军队实施了对该村的报复性攻击。他的命令被执行。 在攻击中或之后的执行中，该村共有150名以上的男子被杀，包括13岁以上的男孩。1982年12月下旬，來自杜贾尔村和附近的巴拉德市393名19歲以上的男子以及394名婦女和兒童被捕。1500人被投入监狱并严刑拷打，1985年，105名仍活著的死刑犯中有約96人被處決，剩餘死刑犯中的三分之一被錯誤轉移到另一所監獄而倖免於難。而其他居民，大多数是妇女和儿童被放逐到沙漠野营。杜贾尔村大部分農田和房屋被萨达姆政府夷为平地。在这些惩罚以外，1000平方公里的农田被摧毁，在10年后才允许重新耕种。

## 审判
2005年12月，在对萨达姆·侯赛因的审判中，杜贾尔村民艾哈迈德·哈桑·默罕默德，回忆了事件并陈述了在政府的报复行动中所目睹的复兴党实施的折磨和杀戮，包括杀死了她10个兄弟中的7个。